# حربیه (شهر)
حربیه (به ترکی استانبولی: Harbiye) شهری است در کشور ترکیه که در استان ختای واقع شده‌است. جمعیت این شهر بر اساس سرشماری سال ۲۰۰۸ میلادی ۲۴٬۱۴۷ نفر و بر اساس برآوردهای سال ۲۰۰۹ میلادی ۲۳٬۷۹۴ نفر می‌باشد.